# زينب بنت محمد
زينب بنت سيد ولد آدم محمد بن عبد الله بن عبد المطلب القرشية الهاشمية، أكبر بنات رسول الله من زوجته خديجة بنت خويلد، واختُلف أيّهما أكبر هي أم القاسم، وُلدت قبل البعثة النبوية بعشر سنوات، وأدركت الإسلام وهاجرت إلى المدينة المنورة، وتُوفّيت سنة 8هـ عند زوجها وابن خالتها أبو العاص بن الربيع بن عَبْد العُزَّى وعمرها يومئذٍ قرابة الثلاثين.

## حياتها
وُلدت زينب في مكة سنة 23 ق.هـ الموافق 600م أي قبل بعثة النبي محمد صلى الله عليه وسلم بعشر سنوات، وعمره يومئذٍ ثلاثين عامًا. تزوّجها أبو العاص بن الربيع ابن خالتها هالة بنت خويلد، وقد كانت خديجة بنت خويلد قد طلبت من النبي محمد صلى الله عليه وسلم تزويجها إياه، والذي كانت تعدّه بمنزلة ولدها، وقد كان ذلك قبل بعثة النبي محمد وعُمرها يومئذٍ أقل من عشرة أعوام. ولمّا بُعث النبي محمد صلى الله عليه وسلم، أسلمت زينب وبقي زوجها على دينه، وجعلت قريش تدعو أبا العاص لمفارقة زوجته زينب، فكان يردّ عليهم بقوله «لا والله، إنِّي لا أفارق صاحبتي، وما أحبُّ أنَّ لي بامرأتي امرأة من قريش»، فبقيت زينب عند زوجها كلٌّ على دينه.
أنجبت زينب من زوجها أبي العاص ولدًا وبنتًا، فأمّا الولد فاسمه عليّ، مات صغيرا، والبنت اسمها أمامة تزوّجها علي بن أبي طالب بعد وفاة فاطمة الزهراء، وتزوّجها المغيرة بن نوفل بعد وفاة علي بن أبي طالب وهي التي ورد في حديث نبوي أنّ النبي محمد صلى الله عليه وسلم حملها على عاتقه في صلاة الفجر.

## وقوع زوجها بالأسر
بعد هجرة النبي محمد صلى الله عليه وسلم إلى المدينة المنورة، خرج أبو العاص مع قريش محاربًا ضد المسلمين في غزوة بدر سنة 2هـ، وبقيت زوجته زينب في مكة، ومع انتهاء الغزوة لصالح المسلمين، وقع أبو العاص أسيرًا بأيدي المسلمين، وكان الذي أسره اسمه خِرَاش بن الصِّمَّة. ولما أرسل أهل مكة الأموال في فداء أسراهم، أرسلت زينب في فداءه بقلادة كانت لها من أمّها خديجة بنت خويلد، فتأثر النبي محمد صلى الله عليه وسلم لذلك، وقال لأصحابه الذين أسروه: «إن رأيتم أن تُطلقوا لها أسيرها وتردُّوا عليها مالها فافعلوا»، فأطلقوا سراحه وردّوا مالها. وقد كان النبي محمد قد اشترط على أبي العاص أن يخلّي سبيلها ويأذن لها بالهجرة إلى المدينة المنورة، فوفّى بذلك.

## هجرتها إلى المدينة
بعد إطلاق سراح زوجها وعند وصوله مكة أمرها زوجها باللحوق بأبيها في المدينة المنورة وفاءً لوعده، فبدأت زينب بالتجهّز للرحلة، وعَرضت هند بنت عتبة مساعدتها فرفضت وأنكرت تجهّزها خوفًا منها. ولمّا انتهت من جهازها، جاءها أخو زوجها كنانة بن الربيع بن أبي العاص فحملها على بعير له فركبته وهي في هودج، فخرج بها نهارًا حاملاً قوسه معه يحرسها، فعلمت بذلك قريش ولحقوا بها، وكان أول من سبق إليها رجل يُدعى هبار بن الأسود وآخر اسمه نَافِع بن عبد قيس، فأخافها هبّار برمح له وهي في الهودج، وتذكر الروايات أنّها كانت حاملاً، فلمّا خافت أسقطت حملها. وتفاوض أبو سفيان مع كنانة بأن يرجع بها إلى مكة وينطلق بها سرًا ليلاً لئلا يتحدث أهل مكة بذلك، ففعل كنانة ذلك، وسلّمها لزيد بن حارثة ورجلٌ آخر كان النبي محمد قد أرسلهما بعد غزوة بدر بشهر لاصطحابها إلى المدينة.
وقد أرسل النبي محمد لاحقاً سرية لقتل هبّار ونافع، فقال: «إنْ ظَفِرْتُمْ بِهَبَّارِ بْن الْأَسْوَدِ، أَوْ الرَّجُلِ (أي نافع بن عبد قيس) الَّذِي سَبَقَ مَعَهُ إلَى زَيْنَبَ فَحَرِّقُوهُمَا بِالنَّارِ». ثمّ في اليوم التالي أرسل للسريّة: «إنِّي كُنْتُ أَمَرْتُكُمْ بِتَحْرِيقِ هَذَيْنِ الرَّجُلَيْنِ إنْ أَخَذْتُمُوهُمَا، ثُمَّ رَأَيْتُ أَنَّهُ لَا يَنْبَغِي لِأَحَدٍ أَنْ يُعَذِّبَ بِالنَّارِ إلَّا اللَّهُ، فَإِنْ ظَفَرْتُمْ بِهِمَا فَاقْتُلُوهُمَا».

## إسلام زوجها
بعد انتقال زينب للعيش في المدينة المنورة، بقي أبو العاص مقيمًا في مكة، وفي عام 8هـ قبيل فتح مكة، سافر أبو العاص بمالٍ له لبعض قريش متاجرًا إلى الشام، فلمّا عاد اعترضته أحد سرايا النبي محمد وأخذوا ما معه من مال، فذهب أبو العاص ودخل المدينة المنورة ليلاً، واستجار بزينب، فصرخت بالناس فجرًا وهم يصلّون: «أيُّها النَّاس، إنِّي قد أَجَرتُ أَبَا العَاص بن الرَّبيع»، فأقرّ ذلك النبي محمد بقوله: «إنَّهُ يُجِيرُ عَلَى الْمُسْلِمِينَ أَدْنَاهُمْ». ثمّ طلب النبي محمد ممن أغاروا عليه وسلبوا ماله أن يردوا عليه ماله، ففعلوا، ثمّ عاد بأمواله كاملة إلى مكة وأعاد أموال قريش لهم، ثم أعلن إسلامه وعاد مهاجرًا إلى المدينة المنورة. وعند وصوله المدينة المنورة ردّ النبي محمد ابنته زينب إلى أبي العاص بن الربيع كزوجة له بعقد نكاح ومهر جديدين، وقيل على عقد نكاحها الأول.

## وفاتها
تُوفيت زينب في حياة النبي محمد عامَ 7هـ أو 8هـ الموافق 629م عن عمر قارب تسعاً وعشرين عامًا،فغسَّلتها أم أيمن، وأم المؤمنين السيدة سودة بنت زمعة، وأم المؤمنين السيدة أم سلمة. وصلَّى عليها رسول الله محمد، ونزل في قبرها ومعه أبو العاص بن الربيع، وجُعِل لها نعشٌ، فكانت أوَّل من اتُّخذ لَهَا ذلك.
ويُروى أن سبب موتها ما تعرّضت له أثناء هجرتها إلى المدينة المنورة من إسقاط حملها، فلم يزل بها المرض حتى ماتت.

## كتب عنها
- عُرْف الزرنب في بيان شان السيدة زينب، لتاج الدين الإسفراييني.[12]